# Henriette d'Angeville
Henriette d'Angeville, död 1871, var en fransk bergsklättrare. 
Hon blev 1838 den andra kvinnan att bestiga Mont Blanc. 